# Opfer des Russisch-Ukrainischen Krieges
Der Russisch-Ukrainische Krieg hat eine hohe Anzahl Opfer gefordert; dazu gehören einige wenige Tote durch die relativ unblutige Annexion der Krim durch die Russische Föderation im Jahr 2014, gefolgt von Tausenden von Toten unter der Zivilbevölkerung und den verschiedenen Streitkräften während des folgenden von Russland angeschobenen Krieges im Donbas. Mit dem russischen Überfall auf die Ukraine 2022 vervielfachte sich die Zahl der Todesopfer.

## Annexion der Krim (2014)
Während der russischen Annexion der Krim vom 23. Februar bis 19. März 2014 wurden sechs Menschen getötet. Am 26. Februar lehnte das Parlament eine Abspaltung der Krim ab, Krimtataren verhinderten die Erzwingung eines Parlamentsbeschlusses, dabei starb ein Mann an einem Herzversagen. Eine Frau starb im Gedränge. Am folgenden Tag wurde das Parlament von Bewaffneten gestürmt, welche die russische Fahne aufzogen.
Unter den Toten befanden sich ferner ein Angehöriger der Krim-Tatarischen Gemeinschaft, der mit Folterspuren aufgefunden wurde, nachdem er vor dem Einberufungsbüro der Ukraine von Pro-Russen verschleppt worden war. Zwei ukrainische Soldaten starben, wovon mindestens einer von russischen Soldaten getötet worden sei, der andere von „Bewaffneten in russischen Uniformen“, bei dieser Erstürmung einer Kaserne sei einer der Erstürmer ebenfalls gestorben. Russland erhob sodann im Jahr 2016 den Vorwurf, die Ukraine hätte einen Angriff in der Nähe der Krim-Stadt Armjansk durchgeführt. Klar war, dass in der Grenzregion geschossen wurde; bei zwei Vorfällen wurden ein russischer Soldat und ein Mitarbeiter des Inlandsgeheimdienstes getötet sowie Personen verhaftet. Bei einem der von Russland beklagten angeblichen „Terroranschläge“ schossen Männer in russischen Uniformen um sich; es blieb unklar, ob es sich um Deserteure oder reguläre russische Soldaten handelte. Präsident Putin nutzte die Zwischenfälle dennoch, um der Ukraine zu unterstellen, an Verhandlungen nicht interessiert zu sein, weitere Gespräche im Normandie-Format seien „unsinnig“.

## Krieg im Donbass (seit 2014)
Die Gesamtzahl der bestätigten Todesopfer im Krieg im Donbass, der am 14. April 2014 (mit dem Verstreichen des Ultimatums zur Niederlegung der Waffen) begann, wurde bis zum 31. Januar 2021 mit 13.100–13.300 angegeben. Nach Angaben der ukrainischen Regierung wurden bis zum 13. Mai 2021 14.000 Menschen getötet.

### Gesamtzahl der Toten
| Aufschlüsselung                                                           | Todesopfer              | Zeitspanne                           | Quelle                     |
| ------------------------------------------------------------------------- | ----------------------- | ------------------------------------ | -------------------------- |
| Gesamt                                                                    | 14.200 – 14.400 getötet | 14. April 2014 bis 31. Dezember 2021 | Vereinte Nationen (OSZE)   |
| Gesamt                                                                    | 14.000 getötet          | 6. April 2014 bis 13. Mai 2021       | Ukrainische Regierung      |
| Zivilisten                                                                | 3.404 getötet           | 14. April 2014 bis 31. Dezember 2021 | Vereinte Nationen (OSZE)   |
| Ukrainische Streitkräfte, Nationalgarde und Freiwilligenarmee (seit 2014) | 4.641 getötet           | 6. April 2014 bis 23. Februar 2022   | Museum of Military History |
| DPR & LPR                                                                 | 5.772 getötet           | 6. April 2014 bis 11. Februar 2022   | Vereinte Nationen & DPR    |
| Streitkräfte Russlands                                                    | 400 – 500 getötet       | 6. April 2014 bis 10. März 2015      |                            |

Nach Angaben der Streitkräfte der Ukraine starben bis zum 5. März 2021 1.175 ukrainische Militärangehörige an den Folgen von Nicht-Kampfhandlungen. In der Folge veröffentlichte das Militär keine neuen Zahlen zu den Verlusten außerhalb von Kampfhandlungen mit der Begründung, diese könnten als Staatsgeheimnis betrachtet werden.

### Tote nach Regionen

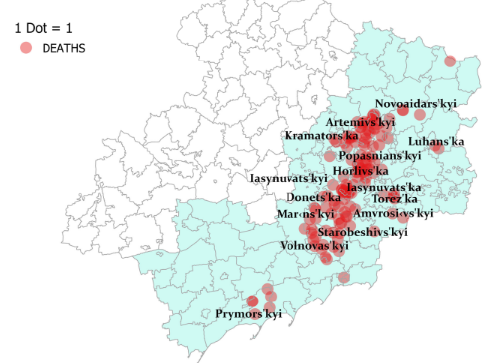
Getötete Ukrainische Soldaten 2018

In der folgenden Tabelle sind die 298 Todesopfer des Abschusses von Malaysia-Airlines-Flug 17 und die Todesopfer unter den ukrainischen Militärangehörigen nicht enthalten.
| Region         | Todesfälle                    | Zeitraum                            | Quelle |
| -------------- | ----------------------------- | ----------------------------------- | ------ |
| Oblast Donezk  | 2.420 Zivilisten und Rebellen | 6. April 2014 bis 15. Februar 2015  | OCHA   |
| Oblast Luhansk | 1.185 Zivilisten und Rebellen | 1. Mai 2014 bis 15. Februar 2015    | OCHA   |
| DPR            | 5.042 Zivilisten und Rebellen | 6. April 2014 bis 18. Februar 2022  | DPR    |
| DPR            | 4.374 Zivilisten              | Juli 2014 bis 24. Februar 2022      | DPR    |
| LPR            | 1.328 Zivilisten und Rebellen | 6. April 2014 bis 31. Dezember 2017 | LPR    |

### Getötete Zivilisten pro Jahr und verletzte Zivilisten
Nach Angabe der OSZE, die von den Vereinten Nationen (UN) als Beobachter abgestellt wurde, ist im Zeitraum von 14. April 2014 bis 31. Dezember 2021 der durch den Krieg im Donbass verursachte Tod von 3.404 Zivilisten dokumentiert. Die OSZE dokumentierte folgende zivile Opferzahlen (getötete Zivilisten) pro Jahr: 2084 im Jahr 2014 (ab dem 14. April), 955 im Jahr 2015, 112 im Jahr 2016, 117 im Jahr 2017, 58 im Jahr 2018, 27 im Jahr 2019, 26 im Jahr 2020 und 25 im Jahr 2021.
Im Zeitraum vom 14. April 2014 bis einschließlich 2021 wurden außerdem durch die OSZE insgesamt 7.000 bis 9.000 durch den Konflikt verletzte Zivilisten dokumentiert. 548 Verletzungen von Zivilisten ereigneten sich laut OSZE im Zeitraum von 2017 bis einschließlich 2020.

### Vermisste und Gefangene
Anfang Juni 2015 meldete die Staatsanwaltschaft der Region Donezk, dass in den von der Regierung kontrollierten Gebieten 1.592 Zivilisten vermisst werden, von denen 208 aufgefunden wurden. Gleichzeitig wurden in einem Bericht der Vereinten Nationen 1.331, laut Angabe des ukrainischen Vertreters der trinationalen Kontaktgruppe 1.460 Menschen vermisst. Eine NGO hatte von 378 Soldaten und 216 Zivilisten berichtet, welche als vermisst galten. Per 18. April 2015 waren in Dnipropetrowsk 222 nicht identifizierte Leichen, zumeist von Soldaten, in Leichenhallen aufbewahrt, während 170 Soldaten begraben worden waren, von welchen nur 47 identifiziert worden waren. Insgesamt wurden nach Angaben der Regierung bis Ende Oktober 774 Menschen vermisst, darunter 271 Soldaten. Ende Dezember 2017 lag die Zahl der bestätigten Vermissten auf ukrainischer Seite bei 402, darunter 123 Soldaten. Die Separatisten meldeten bis Mitte Dezember 2016 außerdem 433 Vermisste auf ihrer Seite, und 321 Vermisste bis Mitte Februar 2022.
Bis Mitte März 2015 wurden nach Angaben des Sicherheitsdienstes der Ukraine (SBU) 1.553 Separatisten im Rahmen eines Gefangenenaustauschs zwischen den beiden Seiten aus der Gefangenschaft entlassen. In der Folge ließ die Ukraine bis Ende Februar 2016 weitere 322 Personen frei, während bis September die Rebellen bereits 1.598 Angehörige der Sicherheitskräfte und 1.484 Zivilisten freigelassen hatten. Berichten zufolge befanden sich Ende März 2016 immer noch 1.110 separatistische Kämpfer und Anhänger, darunter 743 Zivilisten, in der Gewalt der ukrainischen Streitkräfte. Die Zahl der gefangenen Separatisten wurde im Dezember auf 816, darunter 287 bis 646 Zivilisten, aktualisiert. Ende Mai 2015 wurde der ukrainische Kommandeur des Flughafens Donezk, Oleg Kusminych, der während der Kampf um den Komplex gefangen genommen worden war, freigelassen.
Im Dezember 2017 fand ein großer Gefangenenaustausch statt, bei dem die Rebellen 73 der 176 von ihnen festgehaltenen Gefangenen freiließen, während die Ukraine 306 der 380 von ihr festgehaltenen Gefangenen freiließ. Von den von der Ukraine freigelassenen Gefangenen weigerten sich 29, die zum Austauschpunkt gebracht wurden, in die von den Separatisten gehaltenen Gebiete zurückzukehren, während 40 bereits zuvor freigelassene Gefangene nicht zum Austausch erschienen. Bei den von den Rebellen freigelassenen Personen handelte es sich hingegen um 32 Soldaten. Damit stieg die Gesamtzahl der von den Rebellen freigelassenen Gefangenen auf 3.215. Unter den von den Separatisten festgehaltenen Personen waren 74 Soldaten. Die Zahl der entlassenen Gefangenen wurde Ende Juni 2018 auf 3.224 aktualisiert, während die Zahl der von den Rebellen noch festgehaltenen Personen auf 113 geschätzt wurde. Ende Dezember 2019 fand ein neuer Gefangenenaustausch statt, bei dem die Ukraine 124 separatistische Kämpfer und ihre Anhänger freiließ, während 76 Gefangene, darunter 12 Soldaten, von den Rebellen in die Ukraine zurückgebracht wurden. Weitere fünf oder sechs Gefangene, die von den Separatisten freigelassen wurden, beschlossen, in den von den Rebellen kontrollierten Gebieten zu bleiben.
Bei einer Freilassung von neun ukrainischen Soldaten berichteten diese, dass vier ihrer Kollegen in den Pseudorepubliken hingerichtet worden seien. Auch Körper von ukrainischen Soldaten, welche der Ukraine übergeben worden waren, wiesen sowohl Folter- als auch Erschießungsspuren auf.
Insgesamt werden von 2014 bis zur russischen Invasion im Februar 2022 nach Schätzungen etwa 2.000 Personen auf der Krim und im Donbass vermisst.

### Ausländische Kämpfer
Ausländische Freiwillige haben sich an dem Konflikt beteiligt und auf beiden Seiten gekämpft. Die Nichtregierungsorganisation Cargo 200 berichtete, dass sie den Tod von 1.479 russischen Staatsbürgern während des Kampfes auf Seiten der Rebellen dokumentiert habe. Das US-Außenministerium schätzt, dass 400–500 von ihnen reguläre russische Soldaten waren. Auch zwei Kirgisen und ein Georgier wurden bei Kämpfen auf Seiten der Separatisten getötet. Außerdem starben auf ukrainischer Seite mindestens 211 im Ausland geborene ukrainische Staatsbürger und 13 Ausländer. Einer der Getöteten war der ehemalige tschetschenische Rebellenführer Isa Munajew.
Ende August 2015 berichtete die russische Nachrichtenseite Business Life (russisch Деловая Жизнь Delowaja Schisn), dass bis zum 1. Februar 2015 2.000 russische Soldaten in der Ukraine getötet worden seien.

### Ausländische Zivilpersonen
312 ausländische Zivilisten sind ums Leben gekommen: 298 Passagiere und die Besatzung von Malaysia-Airlines-Flug 17, elf russische Journalisten, ein italienischer Journalist, ein russischer Zivilist bei Raketenbeschuss über Landesgrenzen hinweg und ein litauischer Diplomat.

### Landminen und andere explosive Überreste
Infolge des Konflikts sind weite Teile der Donbass-Region mit Landminen und anderen explosiven Kriegsmunitionsrückständen kontaminiert worden. Nach Angaben des Koordinators für humanitäre Hilfe der Vereinten Nationen in der Ukraine war die Ukraine im Jahr 2020 eines der am stärksten von Minen betroffenen Länder der Welt, mit fast 1.200 Minen-/ERW-Toten seit Beginn des Konflikts im Jahr 2014. In einem im Dezember 2019 veröffentlichten Bericht von UNICEF heißt es, dass 172 Kinder durch Landminen und andere Sprengstoffe verletzt oder getötet wurden.
Russland produzierte alte Plastikflaschen vortäuschende Minen.

## Russischer Überfall auf die Ukraine (seit 2022)

### Todesfälle Militär insgesamt
Die Zahl toter Russen ist seit 2015 ein Staatsgeheimnis. Nach drei Jahren Krieg errechneten BBC, Mediazona und Meduza aus Übersterblichkeit und Erbschaftsstatistik eine Anzahl von 160.000 getöteten russischen Soldaten.  Von diesen waren 100.001 bis März 2025 aus öffentlichen Quellen mit Namen bekannt. Unter den russischen Toten stammen überproportional viele Soldaten aus verarmten russischen Teilrepubliken. Laut einer Analyse des US-Politikwissenschaftlers Adam Charles Lenton von der George Washington University wird die Liste der toten Soldaten angeführt von der iranischsprachigen Bevölkerung Nordossetiens (5,5 Gefallene pro 100.000 Einwohner), gefolgt von buddhistisch geprägten Soldaten aus Burjatien (5,44). Auch in Tuwa, Dagestan und Inguschetien werden viele tote Soldaten beklagt. Moskau mit seinen rund 12 Millionen Einwohnern konnten Rechercheure nach einem Jahr hingegen nur 92 Gefallene zuordnen.
Soldaten aus Burjatien oder Dagestan würden oftmals wie Menschen zweiter Klasse behandelt; Kommandanten würden sie besonders häufig in den gefährlichen Kampfeinsätzen einsetzen, was die hohen Verluste innerhalb dieser Ethnien erklären würde. Ebenso wurden Männer aus den seit 2014 besetzten Gebieten in der Ostukraine behandelt, welche nach Zwangseinberufungen weniger als eine Woche lang ausgebildet und dann als „Kanonenfutter“ an die gefährlichsten Frontabschnitte gebracht wurden.
Am 2. Juni 2022 waren je 160 Tote ausgetauscht worden; lange Zeit hatte Russland die Aufforderungen der Ukraine, seine Toten zu übernehmen, ignoriert.
Medien und Freiwillige identifizierten während des russischen Überfalls durch Auswertung öffentlich zugänglicher regionaler Quellen namentlich bekannte Tote stets in höheren Zahlen, als vom Verteidigungsministerium bekannt gegeben, und verwiesen darauf, dass auf den Friedhöfen viele zusätzliche Gräber nicht beschriftet seien. Die verifizierten Angaben werden von Mediazona gesammelt und statistisch ausgewertet.

### Todesfälle Militär
| Aufschlüsselung                                               | Kampfunfähig                           | Todesfälle                                       | Zeitspanne                                                              | Quelle                                                        |
| ------------------------------------------------------------- | -------------------------------------- | ------------------------------------------------ | ----------------------------------------------------------------------- | ------------------------------------------------------------- |
| Ukrainische Streitkräfte, Nationalgarde und Freiwilligenarmee | mehr als 444.000 (Tote inbegriffen)    |                                                  | 24. Februar 2022 – 27. Februar 2024                                     | Russische Regierung                                           |
| Ukrainische Streitkräfte, Nationalgarde und Freiwilligenarmee | ca. 400.000 Verwundete                 | ca. 80.000                                       | 24. Februar 2022 – September 2024                                       | vertrauliche ukrainische Schätzung (laut Wall Street Journal) |
| Ukrainische Streitkräfte, Nationalgarde und Freiwilligenarmee | 370.000                                | 43.000                                           | 24. Februar 2022 – Dezember 2024                                        | Ukrainische Regierung                                         |
| Ukrainische Streitkräfte, Nationalgarde und Freiwilligenarmee | 100.000 – 120.000                      | knapp 70.000                                     | 24. Februar 2022 – August 2023                                          | Vereinigte Staaten                                            |
| Streitkräfte Russlands                                        |                                        | 5.937                                            | 24. Februar – 21. September 2022                                        | Russische Regierung                                           |
| Streitkräfte Russlands                                        | 130.000                                | 75.000 bzw. 66.000 – 88.000                      | 24. Februar 2022 – Februar 2024                                         | Meduza                                                        |
| Streitkräfte Russlands                                        | +350.000 (Getötete inbegriffen)        |                                                  | 24. Februar 2022 – September 2024                                       | Vereinigte Staaten                                            |
| Streitkräfte Russlands                                        | Ca. 610.000 (Getötete inbegriffen)     |                                                  | 24. Februar 2022 – September 2024                                       | Britisches Verteidigungsministerium                           |
| Streitkräfte Russlands                                        | ca. 413.760 (Tote inbegriffen) 500.000 | 180.000                                          | 24. Februar 2022 – 29. Februar 2024 24. Februar 2022 – 25. Februar 2024 | Ukrainische Regierung                                         |
| Streitkräfte Russlands                                        |                                        | 107.864–155.804 (70.112 Tote namentlich bekannt) | 24. Februar 2022 – 20. September 2024                                   | BBC News Russland und Mediazona                               |
| Streitkräfte VR Donezk                                        |                                        | 3.746                                            | 24. Februar – 10. November 2022                                         | Volksrepublik Donezk                                          |
| Streitkräfte VR Donezk                                        |                                        | +20.000                                          | 24. Februar 2022 – 29. September 2023                                   | BBC News Russland                                             |

### Todesfälle Zivil
| Aufschlüsselung | Todesfälle        | Zeitspanne                           | Quelle |
| --------------- | ----------------- | ------------------------------------ | --- |
| Zivilpersonen   | 13.881 – 36.107   | 24. Februar 2022 – 5. März 2023      | Ukrainische Regionalbehörden; Ukrainische Polizei; Generalstaatsanwalt der Ukraine; Präsidialbüro der Ukraine Abteilung für die Bekämpfung von Kriegsverbrechen in der Ukraine |
| Zivilpersonen   | mindestens 12.000 | 24. Februar 2022 – 13. Juni 2022     | Ukrainische Regionalbehörden; Ukrainische Polizei; Generalstaatsanwalt der Ukraine; Präsidialbüro der Ukraine Abteilung für die Bekämpfung von Kriegsverbrechen in der Ukraine |
| Zivilpersonen   | mehr als 8.300    | 24. Februar 2022 – 20. November 2022 | Ukrainische Regionalbehörden; Ukrainische Polizei; Generalstaatsanwalt der Ukraine; Präsidialbüro der Ukraine Abteilung für die Bekämpfung von Kriegsverbrechen in der Ukraine |
| Zivilpersonen   | mehr als 9000     | 24. Februar 2022 – 17. Januar 2023   | Ukrainische Regionalbehörden; Ukrainische Polizei; Generalstaatsanwalt der Ukraine; Präsidialbüro der Ukraine Abteilung für die Bekämpfung von Kriegsverbrechen in der Ukraine |
| Zivilpersonen   | 10.749            | 24. Februar 2022 – 5. August 2023    | Ukrainische Regionalbehörden; Ukrainische Polizei; Generalstaatsanwalt der Ukraine; Präsidialbüro der Ukraine Abteilung für die Bekämpfung von Kriegsverbrechen in der Ukraine |
| Zivilpersonen   | 11.743            | 24. Februar 2022 – August 2024       | Vereinte Nationen (OHCHR) |

### Todesfälle unter Zivilpersonen nach Gebieten
| Ort/Gebiet            | Todesfälle und Quellen (Ukrainische Regionalbehörden) (Todesfälle noch nicht vom Generalstaatsanwalt der Ukraine bestätigt) | Zeitspanne                       |
| --------------------- | --- | -------------------------------- |
| Oblast Donezk * **    | 4.859 – 25.000 | 24. Februar – 5. März 2023       |
| Oblast Mykolajiw      | mindestens 2.208 | 24. Februar – 17. Januar 2023    |
| Oblast Schytomyr      | mindestens 283 | 24. Februar – 31. Dezember 2022  |
| Oblast Sumy           | mindestens 341 | 24. Februar – 31. Dezember 2022  |
| Oblast Tschernihiw    | mindestens 899 | 24. Februar – 31. Dezember 2022  |
| Oblast Kiew           | mindestens 2.072 | 24. Februar – 31. Dezember 2022  |
| Oblast Charkiw        | 1.699 – 3.784 | 24. Februar – 31. Dezember 2022  |
| Oblast Luhansk *      | mindestens 815 | 24. Februar – 31. Dezember 2022  |
| Oblast Cherson        | mindestens 470 | 24. Februar – 14. Dezember 2022  |
| Oblast Zaporizhzhia   | mindestens 70 in der Stadt Zaporizhzhia                                                                                     | 24. Februar – 12. Oktober 2022   |
| Oblast Dnipropetrowsk | mindestens 47 | 24. Februar – 22. September 2022 |
| Oblast Kirowohrad     | mindestens 7 | Juli 2022                        |
| Oblast Wolyn          | mindestens 5 | Juli 2022                        |
| Oblast Winnyzja       | mindestens 23 | 14. Juli 2022                    |
| Oblast Odessa         | mindestens 31 | 24. Februar – 1. Juli 2022       |
| Oblast Tscherkassy    | mindestens 2 | Juni 2022                        |
| Oblast Poltawa        | mindestens 18 | 24. Februar – 27. Juni 2022      |
| Oblast Riwne          | mindestens 25 | 24. Februar – 23. Juni 2022      |
| Stadt Lwiw            | mindestens 7 | 24. Februar – 18. April 2022     |
| Insgesamt             | 13.881 – 36.107 | 24. Februar 2022 – 5. März 2023  |

* Anmerkung: In den Oblasten Luhansk und Donezk werden Zivilisten von den Separatisten der gleichnamigen „Volksrepubliken“ (DNR und LNR) zum Kämpfen gegen die eigenen Landsleute/das eigene Land an die Front gezwungen. Dabei Gefallene sind nicht von dieser Aufzählung erfasst.
** Anmerkung: Bis zum 5. März 2023 wurden 4.859 getötete Zivilisten in der Oblast Donezk bestätigt. Laut ukrainischen Schätzungen sind in der Stadt Mariupol jedoch zwischen 22.000 und 25.000 Zivilisten getötet worden.

### Vermisste
Laut der Menschenrechtsbeauftragten des ukrainischen Parlaments, Ljudmyla Denissowa, sind über 16.000 Menschen (davon 2000 Soldaten) als vermisst gemeldet worden (Stand: 26. April 2022). Von den Vermissten stammen etwa 4000 Menschen aus der belagerten Stadt Mariupol. Stand November 2022 werden nach Angaben der Internationalen Kommission für vermisste Personen mehr als 15.000 Menschen in der Ukraine vermisst.
Schon in den acht Jahren zuvor, aber auch nach dem Überfall durch Russland, war unklar, ob die Ukraine Gefangene als Gefangene oder als Geiseln bezeichnen wolle; stets umfassten die Gefangenenaustausche eine große Zahl Zivilisten. Auch 2022 blieb das ein Problem, ob schon Zivilisten unter dem Schutz der Vierten Genfer Konvention stehen müssten.
Bekannt wurde auch, dass in den Vasallenstaaten Donezk und Luhansk viele Verfahren von Gefangenen nach dem russischen Überfall nicht fortgeführt wurden, weil das Personal für Verhandlungen aufgrund der dortigen Zwangsmobilisierung an die Front fehle. Auch die Haftbedingungen verschlechterten sich, im Gegensatz zu früher konnten Kontakte nicht mehr aufrechterhalten, auch keine Pakete zugestellt werden, wie das zuvor manchmal noch gelang. Das Internationale Komitee vom Roten Kreuz hatte zu keinem Zeitpunkt Zugang zu den Gefangenen.

### Nach Russland Deportierte
- Siehe: Kriegsverbrechen im Russisch-Ukrainischen Krieg#Deportation von ukrainischen Kindern nach Russland
- Siehe: Kriegsverbrechen im Russisch-Ukrainischen Krieg#Deportationen über Filtrationslager sowie Zwangsarbeit und Freiheitsentzug in Russland

### Getötetes militärisches Führungspersonal
Die folgende Liste führt nur an der Front gefallene oder im Hinterland getötete Offiziere ab dem Rang eines Generals:
- Andrei Suchowezki: Generalmajor Andrei Suchowezki war der erste hochrangige Verlust des russischen Militärs. Laut Medienberichten starb er durch Scharfschützenfeuer. Er war der General der 7. russischen Luftlandedivision und stellvertretender Befehlshaber der 41. Armee.[123]
- Andrei Kolesnikow: In einem Tweet teilte das ukrainische Militär mit, dass der russische Generalmajor Andrei Kolesnikow getötet worden sei. Er soll der Befehlshaber der 29. Armee gewesen sein.[124][123]
- Oleg Mitjajew: Russland hat mit Oleg Mitjajew, der während des russischen Angriffs auf die Stadt Mariupol getötet worden sei, angeblich seinen vierten General verloren. Das schrieb Anton Heraschtschenko, ein Berater des ukrainischen Innenministeriums, auf Telegram. Laut der „New York Times“ konnten ukrainische Soldaten einen Anruf eines russischen Generals abfangen und Mitjajew so töten. Die Zeitung beruft sich auf zwei Quellen aus dem US-Militär.[125][123]
- Jakow Resanzew: Nach ukrainischen Angaben wurde der General und Kommandeur der 49. Armee, Jakow Resanzew, ebenfalls getötet. Das berichtet Illia Ponomarenko von „The Kyiv Independent“.[126][123]
- Wladimir Petrowitsch Frolow: Generalmajor Wladimir Frolow war stellvertretender Kommandeur der 8. Gardearmee. Er wurde auf dem Sankt Petersburger Serafimovskoe Friedhof in Anwesenheit des Bürgermeisters Alexander Beglow mit militärischen Ehren beigesetzt.[127]
- Andrei Simonow: Generalmajor, 2. russische Armee, fiel bei Isjum laut ukrainischen Angaben.[128]
- Kanamat Botaschow: Generalmajor der Luftwaffe (Reserve)[129]
- Roman Kutusow: Generalmajor und Kommandeur des 1. Armeekorps der „Donezker Volksrepublik“, gefallen am 5. Juni 2022 in Popasna[130][131]
- Roman Berdnikow: Generalleutnant, Befehlshaber der 29. Armee des Militärbezirks Ost[132]
- Artjom Nasbulin: Generalmajor, Stabschef des 22. Armeekorps[133] (nicht von Russland bestätigt)
- Sergei Gorjatschew: Generalmajor, Stabschef der 35. Armee (12. Juni 2023)[134]
- Wladimir Sawadski: Generalmajor, stellvertretender Kommandeur des 14. Armeekorps (28. November 2023)[135]
- Pawel Klimenko: Generalmajor, Kommandeur einer russischen Brigade (6. November 2024)[136]
- Igor Kirillow: Generalleutnant, Kommandeur der russischen Truppen zur Abwehr radiologischer, chemischer und biologischer Gefahren, getötet durch ein Bombenattentat in Moskau (17. Dezember 2024)[137]
- Jaroslaw Moskalik: Generalleutnant im Generalstab der Streitkräfte der Russischen Föderation, getötet durch ein Bombenattentat in Balaschicha (25. April 2025)[138]

### Getötete Journalisten
Der erste in diesem Krieg getötete Journalist war ein ukrainischer Kameramann, der für den lokalen Fernsehsender Kiew TV arbeitete. Er kam beim Einschlag russischer Raketen auf den Fernsehturm in der Hauptstadt am 1. März 2022 ums Leben.
Mitte März 2022 wurden zwei Journalisten getötet, als ein Team des US-Fernsehsenders Fox News bei Kiew unter Artilleriefeuer geraten war. Ein amerikanischer Dokumentarfilmer ist durch Schüsse ums Leben gekommen, als er nordwestlich von Kiew mit seinem Auto unterwegs war.
Wie die Organisation Reporter ohne Grenzen mitteilte, war das andere Opfer eine der wenigen russischen Journalistinnen in der Ukraine, Oksana Baulina. Sie wurde am 23. März 2022 in der Hauptstadt Kiew von einer sogenannten Kamikaze-Drohne getötet.
Die ukrainische Generalstaatsanwaltschaft bestätigte, dass der seit Mitte März 2022 vermisste Dokumentarfilmer und Fotograf Maksym Lewin in einem Dorf nahe der Hauptstadt tot aufgefunden wurde. Nach ersten Erkenntnissen wurde der Ukrainer von russischen Soldaten erschossen. Nach Angaben der Organisation Reporter ohne Grenzen war Lewin der sechste Journalist, der seit Beginn des russischen Angriffs auf die Ukraine getötet wurde.
Am 28. April 2022 wurde die Journalistin von Radio Liberty, Wira Hyrytsch, in ihrer Wohnung in Kiew durch einen russischen Bombenangriff getötet.
Insgesamt kamen 2022 laut dem Komitee zum Schutz von Journalisten 15 Journalisten in der Ukraine ums Leben.
Im April 2023 wurde der als Pressevertreter gekennzeichnete ukrainische Journalist Bogdan Bitik, der für die italienische Tageszeitung La Repubblica tätig war, nahe der Antoniwkabrücke bei Cherson von russischen Scharfschützen erschossen. Am 9. Mai kam der französische AFP-Journalist Arman Soldin bei einem russischen Raketenangriff in Tschassiw Jar ums Leben.

### Weitere getötete Zivilpersonen
- Die ukrainische Schauspielerin Oksana Schwez kam am 17. März 2022 durch einen russischen Raketenangriff in ihrem Wohnhaus in Kiew ums Leben.[145]

- Der 96-jährige Zeitzeuge Borys Romantschenko, der die Haft in vier nationalsozialistischen Konzentrationslagern überlebt hatte, starb am 18. März 2022 durch einen russischen Bombenangriff auf Charkiw.[146]

- Am 2. April 2022 wurde der litauische Regisseur Mantas Kvedaravičius in Mariupol von russischen Soldaten festgenommen und erschossen.[147] Kvedaravičius hatte in seinen Dokumentarfilmen bereits die Folgen des russischen Vorgehens in Tschetschenien (Barzakh, 2011) und im Donbass (Mariupolis, 2015) thematisiert und war vor Ort, um auch die aktuelle Situation filmisch zu dokumentieren. Das Werk wurde posthum unter dem Titel Mariupolis 2 veröffentlicht.

- Der ukrainische Unternehmer Oleksij Wadaturskyj, Gründer und Inhaber des Nibulon-Konzerns, kam am 31. Juli 2022 zusammen mit seiner Ehefrau Raissa bei einem russischen Angriff in seinem Wohnhaus in Mykolajiw ums Leben. Die ukrainische Seite geht von einer gezielten Tötung des bedeutenden Getreideexporteurs aus.[148]

- Der Schriftsteller Wolodymyr Wakulenko wurde Mitte September 2022 in einem Massengrab in der Nähe von Isjum gefunden.[149] Er war im März von russischen Soldaten entführt worden.[150]

- Jurij Kerpatenko, Chefdirigent des Mykola-Kulisch-Theaters in Cherson, wurde seit September von seinen Kollegen vermisst, nachdem die russischen Besatzer für den 1. Oktober 2022 ein Propaganda-Konzert mit dem Kammerorchester Hilea, dessen Chefdirigent ebenfalls Kerpatenko war, planten. Kerpatenko hatte sich entschieden, auch nach dem russischen Einmarsch in seiner Heimatstadt zu bleiben, verbarg seine pro-ukrainische Einstellung nicht und weigerte sich, mit den Besatzern zu kollaborieren.[151] Am 13. Oktober wurde öffentlich bekannt, dass der Familienvater in seinem Haus von russischen Soldaten erschossen worden war. Der genaue Todestag ist noch nicht endgültig verifiziert.